# Leopoldo Cintra Frías
Leopoldo Cintra Frías (Yara, 17 luglio 1941) è un generale e politico cubano, ministro delle Forze Armate Rivoluzionarie cubane dal 9 novembre 2011 al 15 aprile 2021, membro del politburo del Partito Comunista di Cuba detiene anche l'onorificenza di Eroe della Repubblica di Cuba.

## Biografia
Cintra Frías partecipò alla Rivoluzione cubana unendosi ai guerriglieri del Movimento del 26 luglio nel novembre 1957 all'età di 16 anni. I suoi primi compiti furono di vendere obbligazioni, distribuire pane con un furgone e trasportare persone sulle montagne. In seguito si unì alla colonna n°1 comandata da Fidel Castro, in cui rimase fino al trionfo della rivoluzione. Fece parte della delegazione che accompagnò Castro nel suo viaggio dalla Provincia d'Oriente all'Avana, comunemente conosciuta come "Carovana della Libertà". In seguito fu inviato a Praga per studiare in corsi sull'Artiglieria nel 1960. In seguito al suo ritorno a Cuba, fu nominato comandante in capo delle unità di artiglieria e fanteria delle Forze armate rivoluzionarie cubane.
Terminò gli studi alla scuola elementare superiore nel 1962 e al corso accademico superiore nel 1967. In seguito guidò una grande unità corazzata dell'Esercito cubano in Angola e in Etiopia alla fine degli anni'70 e all'inizio degli anni'80. Nel 1982 si laureò all'Accademia militare dello stato maggiore generale delle Forze armate sovietiche. Nel 1990, fu nominato comandante dell'armata occidentale, uno dei tre principali distretti regionali delle Forze armate rivoluzionarie cubane. Dopo essere tornato a Cuba, continuò a comandare l'armata occidentale.
Nel 2001 fu promosso al grado di Generale di corpo d'armata. Nell'ottobre 2008, deteneva la carica di vice-ministro delle Forze armate rivoluzionarie cubane. L'allora presidente di Cuba Raúl Castro lo ha nominato ministro responsabile delle Forze armate rivoluzionarie cubane (Ministro della difesa) il 9 novembre 2011 dopo la morte del suo predecessore il generale Julio Casas Regueiro.
il 15 aprile 2021, ha lasciato la carica di Ministro delle forze armate rivoluzionarie venendo rimpiazzato dal suo capo di stato maggiore Álvaro López Miera.